# Col de Brussel·les
La col de Brussel·les (Brassica oleracea grup gemmifera) de la familia Brassicàcia, és un grup cultivar provinent de la col silvestre Brassica oleracea cultivada pels seus cabdells petits, normalment fan de 2.5a 4 cm de diàmetre, són de color verdós i semblen cabdells de col en miniatura.

## Origen
L'origen de les cols de Brussel·les sembla estar en l'antiga Roma. Des del segle xiii es cultiven a l'actual Bèlgica. Les primeres referències escrites daten del 1587. Del segle xvii en endavant van passar a ser conreades als Països Baixos i més al nord d'Europa. També es conreen als Països Catalans.

## Conreu
Es tracta d'un dels conreus més resistents al fred de l'hivern i fins i tot el fred en millora el gust. Creixen a temperatures entre els 7 i els 24 °C. Les plantes es fan de la llavor i es crien en un planter, es trasplanten a mitjan estiu. Es cullen de 90 a 180 dies des del trasplantament. Els cabdellets creixen en espiral al voltant d'una tija llarga (de fins a 120 cm).Primer maduren les que estan a sota i progressivament les altres. Cada planta pot fer al voltant d'un quilo de cabdells.

## Taxonomia i valor nutritiu
Les cols de Brussel·les són de la mateixa família botànica que la col, coliflor o bròquils entre altres: són brassicàcies. Contenen un 86% d'aigua, altes quantitats de vitamina A, vitamina C, àcid fòlic proteïna (3,4%) i fibra alimentària (3,8%). Es creu que protegeixen del càncer de còlon, ja que contenen sinigrina. Tanmateix també tenen components com la goitrina que poden interferir amb l'hormona tiroide però sembla que això no passa amb les quantiats normals d'una dieta.

## Preparació culinària
Es preparen bullides, al vapor i fregides. Cal no sobrepassar un temps prudent de cocció (de 6 a 7 minuts). Se serveixen soles o acompanyades dels mateixos aliments que s'acostumen amb la col (salsitxes, purés, etc.) 

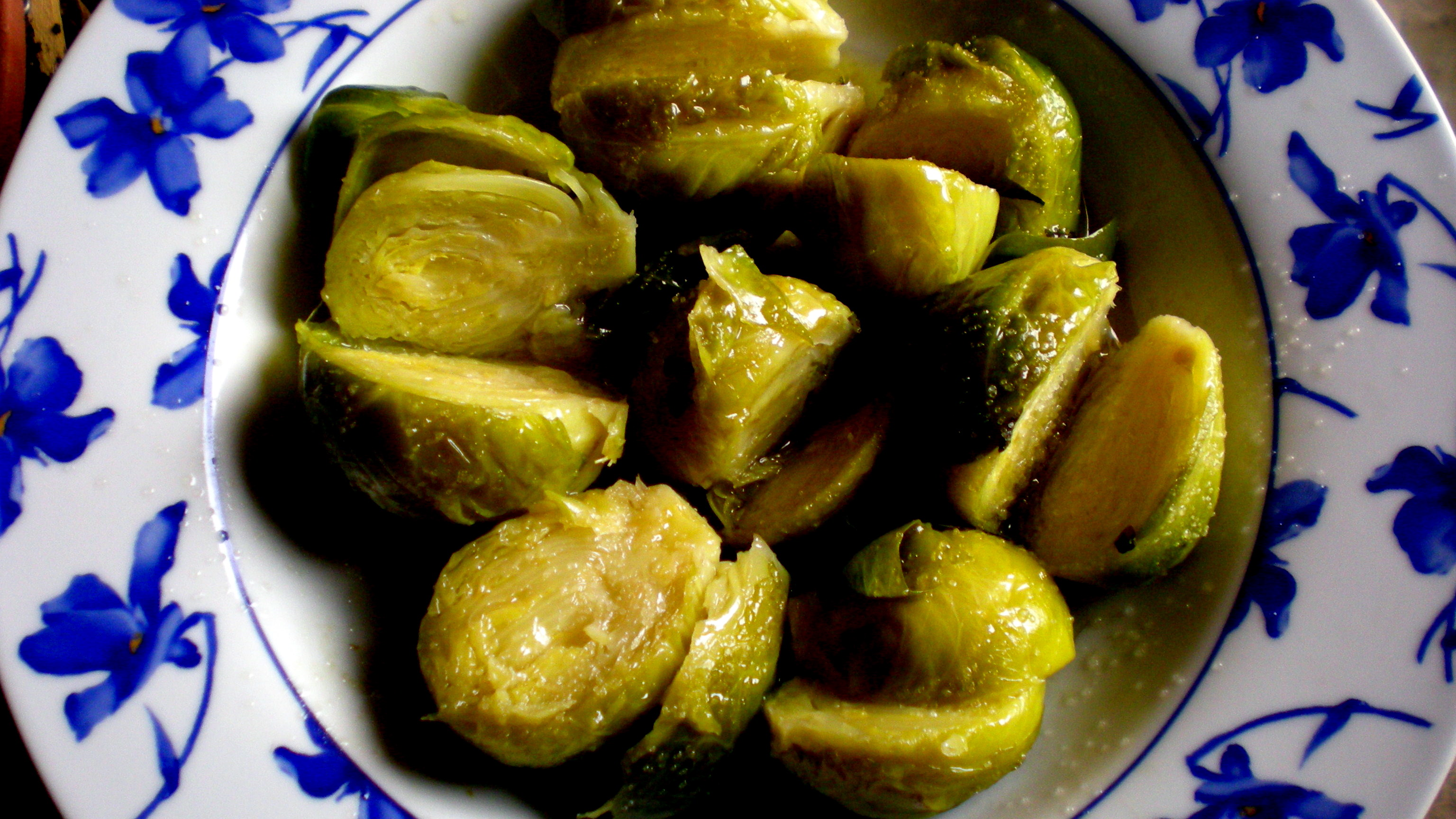
Cols de Brussel·les en vinagreta de Xerès